# Marek Witkowski (kajakarz)
Marek Krzysztof Witkowski (ur. 21 maja 1974 w Czechowicach-Dziedzicach), polski kajakarz, brązowy medalista olimpijski z Sydney (2000), olimpijczyk z Atlanty (1996), medalista mistrzostw świata, mistrz Europy, wielokrotny mistrz Polski.

## Kariera sportowa
Startował w barwach Górnika Czechowice (1992-2000) i Spójni Warszawa (2001-2002).

### Igrzyska olimpijskie
- 1996: K-4 1000 m - 4 m. (partnerami byli Grzegorz Kaleta, Piotr Markiewicz i Adam Wysocki)
- 2000: K-4 1000 m - 3 m. {partnerami byli Dariusz Białkowski, Grzegorz Kotowicz i Adam Seroczyński)

### Mistrzostwa świata
- 1994: K-4 200 m - 9 m. (partnerami byli Grzegorz Kotowicz, Paweł Łakomy i Piotr Markiewicz, K-4 500 m - 5 m. (partnerami byli Grzegorz Kotowicz, Paweł Łakomy i Grzegorz Kaleta), K-4 1000 m - 2 m. (partnerami byli Grzegorz Kotowicz, Piotr Markiewicz i Adam Wysocki)
- 1995: K-4 500 m - 3 m. (partnerami byli Dariusz Białkowski, Grzegorz Kotowicz i Grzegorz Kaleta), K-4 1000 m - 3 m. (partnerami byli Grzegorz Kaleta, Piotr Markiewicz i Adam Wysocki)
- 1997: K-4 200 m - 4 m. (partnerami byli Piotr Markiewicz, Piotr Olszewski i Mariusz Wieczorek), K-4 500 m - 4 m. (partnerami byli Dariusz Białkowski, Piotr Markiewicz i Mariusz Wieczorek), K-4 1000 m - 4 m. (partnerami byli Grzegorz Kaleta, Adam Seroczyński i Paweł Łakomy)
- 1998: K-4 500 m - 6 m. (partnerami byli Adam Seroczyński, Paweł Łakomy i Grzegorz Kaleta), K-4 1000 m - 7 m. (partnerami byli Adam Seroczyński, Paweł Łakomy i Grzegorz Kaleta)
- 1999: K-4 1000 m - 4 m. (partnerami byli Grzegorz Kotowicz, Dariusz Białkowski i Adam Seroczyński)
- 2001: K-4 200 m - 7 m. (partnerami byli Grzegorz Kotowicz, Adam Wysocki i Marek Twardowski), K-4 1000 m - 9 m. (partnerami byli Grzegorz Kotowicz, Dariusz Białkowski i Adam Seroczyński)

### Mistrzostwa Europy
- 1997: K-4 200 m - 3 m. (partnerami byli Piotr Markiewicz, Grzegorz Kotowicz i Adam Wysocki, K-4 1000 m - 3 m. (partnerami byli Piotr Markiewicz, Adam Seroczyński i Grzegorz Kaleta)
- 1999: K-4 1000 m - 1 m. (partnerami byli Grzegorz Kotowicz, Adam Seroczyński i Dariusz Białkowski)
- 2000: K-4 500 m - 6 m. (partnerami byli Adam Seroczyński, Rafał Głażewski i Dariusz Białkowski), K-4 1000 m - 6 m. (partnerami byli Grzegorz Kotowicz, Adam Seroczyński i Dariusz Białkowski)
- 2001: K-4 1000 m - 9 m. (partnerami byli Grzegorz Kotowicz, Adam Seroczyński i Dariusz Białkowski)
- 2002: K-4 1000 m - 7 m. (partnerami byli Tomasz Mendelski, Rafał Głażewski i Dariusz Białkowski)

### Mistrzostwa Polski
Osiem razy zdobywał tytuł mistrza Polski.
- K-2 200 m: 1995, 1996, 1997 (w trzech startach z Grzegorzem Kotowiczem), 2002 (z Ołeksym Śliwińskim)
- K-2 500 m: 1995 (z Grzegorzem Kotowiczem)
- K-2 1000 m: 1995, 1997, 1998 (w trzech startach z Grzegorzem Kotowiczem)